# Маринер 6
Маринер 6 била је америчка летелица из Маринер програма дизајнирана да истражује Марс. Маринер 6 радио је заједно са Маринером 7 који је лансиран неколико дана након Маринера 6. Ово је представљало први пут да су две летелице радиле заједно на једној мисији. Летелица је анализирала атмосферу Марса на екватору и половима и на Земљу послала стотине слике прилично добре резолуције. Такође, Маринер 6 истраживао је и само тло планете из ваздуха посебним сензорима. Добијени резултати служили су за процену да ли је на Марсу некада постојао живот пошто се сматра да ако је на Марсу икада било живота, то би сигурно оставило трагове у његовој атмосфери или на самој површини.
Са Маринером 7 летелица се упарила 5 дана касније.

## Марс
Маринер 6 најближе је пришао Марсу 5. августа 1969. године у 05:00:49 UT и тада се налазио на раздаљини од 3430 km изнад тла планете. То је било скоро дупло мање растојање него што је пре њега извео Маринер 4.
Након завршетка мисије, Маринер 6 нашао се у орбити око Сунца.
На послатим снимцима (укупно 201) видело се око 20% Марсовског тла. Истражене су тамне структуре на Марсу, као и марсовски канали за које се раније мислило да представљају остатке од ранијих цивилизација које су живеле на овој планети. Један од астронома који су дали теорију живота на Марсу био је Персивал Лоуел који је из своје опсерваторије годинама бележио податке о каналима и структурама на Марсу. Добијени снимци били су доста бољег квалитета него претходни од Маринера 4.

## Летелица
Маринер 6 и Маринер 7 били су идентични. Тело летелице било је октогоналног облика изграђеног од магнезијума дугачко мање од пола метра. Летелица је поседовала 4 соларна панела и купасту антену на врху тела. Сви интрументи заједно су тежили 57.6 килограма а са соларним панелима и антеном Маринер 6 био је дугачак 6 метара и висок 3.35 метара. Поседовао је софтвер који му је омогућавао синхронизовање и комуникацију са Маринером 7.
Летелица је била стабилизована по све три осе. За оријентацију коришћене су по традицији звезде Сунце и Канопус. Имала је уграђен жироскоп за оријентацију, два пара мотора, два примарна и четири секундарна сунчана сензора. Захваљујући соларним панелима, летелица је могла да се снабдева са око 450 W кад је била код Марса и 800 W кад је била код Земље (више енергије могла је да прикупи близу Земље јер је ближа Сунцу)

## Инструменти
- камере
- Спектрометар у инфрацрвеном делу спектра
- Спектрометар у ултраљубичастом делу спектра
- специјални термометар
- опрема за комуникацију (два канала)
- опрема за контролу флукса и температуре